# ارست خولسن
 ارست خولسن (روسی: Орест Данилович Хвольсон؛ زاده ۲۲ نوامبر ۱۸۵۲ درگذشته ۱۱ مهٔ ۱۹۳۴) یک فیزیک‌دان اهل روسیه بود.